# Kia Center
A Kia Center beltéri sportcsarnok, Orlando városában, Floridában. Az National Basketball Associationben szereplő Orlando Magic otthona, illetve az Orlando Solar Bears (ECHL) és az Orlando Predators mérkőzéseit is itt rendezik.
Itt rendezték a 2012-es NBA és a 2015-ös ECHL All Star-gálát. 2014-ben és 2017-ben is került itt megrendezésre mérkőzés az NCAA első divíziós férfi kosárlabdatornáján. Megnyitása óta az Amway Center nevet viselte, míg 2023-ban új elnevezést nem kapott, a Kia közreműködésével.